# پی‌دی ۲
پی‌دی ۲ (انگلیسی: Payday 2) یک بازی ویدئویی گروهی تیراندازی اول شخص است که توسط اورکیل سافتور طراحی و توسط ۵۰۵ گیمز انتشار یافته‌است. این بازی دنبالهٔ بازی پی‌دی: دزدی محصول سال ۲۰۱۱ می‌باشد.

## گیم‌پلی

تصویری از درگیری بازیکن با دشمنان در جریان یک سرقت به بانک.

بازیکنان می توانند از امتیازات مهارت برای به دست آوردن توانایی ها و جوایز مختلف استفاده کنند که در درخت مهارت‌ها نشان داده می شود. درخت مهارت Mastermind در این تصویر نشان داده شده است.

این بازی شامل انواع دزدی‌ها می‌شود که بازیکن می‌تواند به تنهایی، با هوش مصنوعی یا به عنوان بخشی از یک بازی چندنفره انجام دهد. دزدی‌هایی مانند سرقت از بانک، رقابت‌های قاچاق مواد مخدر، تقلب در انتخابات یا سرقت کلاهک‌های هسته‌ای قاچاق وجود دارد.
| گردآورنده  | امتیاز        | امتیاز      | امتیاز      | امتیاز      | امتیاز      | امتیاز      |
| گردآورنده  | نینتندو سوئیچ | رایانه شخصی | پلی‌استیشن ۳ | پلی‌استیشن ۴ | اکس‌باکس ۳۶۰ | اکس‌باکس وان |
| ---------- | ------------- | ----------- | ----------- | ----------- | ----------- | ----------- |
| گیم‌رنکینگز | 63.00%        | 78.52%      | 71.54%      | 69.07%      | 75.00%      | 67.43%      |
| متاکریتیک  | 61/100        | 79/100      | 74/100      | 71/100      | 75/100      | 65/100      |

| ناشر                     | امتیاز        | امتیاز      | امتیاز      | امتیاز      | امتیاز      | امتیاز      |
| ناشر                     | نینتندو سوئیچ | رایانه شخصی | پلی‌استیشن ۳ | پلی‌استیشن ۴ | اکس‌باکس ۳۶۰ | اکس‌باکس وان |
| ------------------------ | ------------- | ----------- | ----------- | ----------- | ----------- | ----------- |
| سی‌وی‌جی                   |               |             |             |             | 8/10        |             |
| یوروگیمر                 |               |             |             |             | 8/10        |             |
| گیم اینفورمر             |               | 8.25/10     | 8.25/10     | 7/10        | 8.25/10     | 4/5         |
| گیمز ریدار+              |               | [ ۱۸ ]      | [ ۱۸ ]      | [ ۱۹ ]      | [ ۱۸ ]      | [ ۱۹ ]      |
| آی‌جی‌ان                   |               | 8.0/10      | 8.0/10      |             | 8.0/10      |             |
| جویستیک                  |               | [ ۲۱ ]      | [ ۲۱ ]      |             | [ ۲۱ ]      |             |
| پی‌سی گیمر (ایالات متحده) |               | 79/100      |             |             |             |             |